# 山路彰常
山路 彰常（やまじ あきつね、? - 明治14年（1881年）9月24日）は、幕末期の天文学者。江戸幕府最後の天文方である。山路諧孝の嫡男。通称は金之丞。子に彰善。歴史家の山路愛山は孫に当たる。

## 来歴
天保5年（1834年）に天文方見習となり、父や渋川景佑による天保暦改暦に参加、改暦後もその暦書である『新法暦書』の暦理撰述を行った。その功績によって弘化3年（1846年）に異例の親子2代の天文方任命が行われた。また、天保9年（1838年）には渋川敬直と共に江戸参府中のオランダ商館長ヨハネス・エルデウィン・ニーマンと会談し、モリソン号事件の真相を江戸幕府老中水野忠邦に報告しており、安政3年（1856年）から蕃書調所が天文方から分離するまで蛮書和解御用を務め、その後も翻訳の業務に携わった。
マシュー・ペリーが江戸幕府に贈った電信機に関する調査や父と共に命じられた航海暦の編纂では父に代わって主導し、万延元年（1860年）には柴田収蔵とともに『万国全図』編纂した。文久元年（1861年）の父の没後に家督を継承し、明治2年（1869年）の天文方廃止までその職にあるが、天文方の地位低下に伴って活動が縮小していった。
戊辰戦争では天文方見習であった嫡男彰善が彰義隊に参加して行方不明となり（後に箱館戦争で捕らえられる）、天文方廃止後の明治2年（1869年）春に嫡孫の彌吉（後の愛山）を連れて無禄にて静岡に移り住み、程なく（遅くとも明治5年（1872年）以前に）彌吉に家督を譲り、隠居生活を送った。明治5年（1872年）、彰常は彰善が戊辰戦争で捕らえられて津山藩に預けられていることを知り、赦免を得て彰善を津山から連れ戻した。
山路愛山は回想録『命耶罪耶』の中で子供の頃（静岡時代）に彰常より、これからは「商人の道」を学ぶように諭された時に武士の子としての誇りから「卑しむべき商人たらんよりは寧ろ自殺するこそよけれ」と叫んだことを記している。後にジャーナリスト・歴史家として大成した愛山はこの時の祖父の言が、孫の将来を憂慮した言葉であったと気づいて悔やみ、家に高祖父山路徳風、諧孝、そして彰常の3代の肖像画を掲げて子弟に祖父らの業績を鑑にするように諭したという。